# ییرژی اسکوبلا
ییرژی اسکوبلا (چکی: Jiří Skobla; ۶ آوریل ۱۹۳۰ – ۱۸ نوامبر ۱۹۷۸) پرتاب‌گر وزنه اهل چکسلواکی بود.